# 大中電器
大中電器 (ダージョンディエンチー簡: 大中电器)は、中国の家電小売チェーン販売会社である。店舗数は81店舗(61店舗は、北京)にある。

## 買収
2007年11月、中国家電小売販売最大手の国美電器に36億5000万元(日本円で約558億円)で買収される。
同社の買収に関して、蘇寧電器と国美電器が買収交渉を行ったが、蘇寧電器側は30億万元と条件面で折り合わず最終的に、国美電器に買収されることになった。